# Trithrinax brasiliensis
Trithrinax brasiliensis Mart., vulgarmente chamada buriti ou leque, é uma rara palmeira do gênero Trithrinax pertencente à família Arecaceae endêmica do Rio Grande do Sul. Depois de várias pesquisas científicas e estudos pormenorizados, provou-se que a espécie existe apenas no centro e no sul do estado do Rio Grande do Sul. Esta espécie possui grande beleza paisagística e é tolerante a seca e ao frio, porém é desconhecida no mercado consumidor, sendo raramente cultivada e isso apenas por colecionadores e jardins botânicos. Conforme a União Internacional para Conservação da Natureza a espécie encontra-se em risco de extinção.
Os habitats naturais da espécie ou encontram-se bastante degradados pela ação humana, como é o caso das matas, ou vem sendo rapidamente modificados e carecem de áreas protegidas, como é o caso dos campos do Pampa. Devido a isso, é possível suspeitar que a espécie venha a ser completamente extinta no futuro, como já chegou a ocorrer com a espécie Trithrinax schizophylla.
Não deve ser confundida com a espécie Trithrinax acanthocoma. A árvore conhecida por "carandá", muitas vezes também chamada buriti, é do gênero Copernica e, logo, não se confunde com T. brasiliensis. Outras espécies de plantas conhecidas pelo nome de "buritis" pertencem aos gêneros Mauritia, Mauritiella, Trithrinax e Astrocaryum. Nalguns lugares T. brasiliensis recebe o nome de "palmeira-leque".
A lista atual de espécies da Flora do Brasil cita a ocorrência de duas espécies do gênero Trithrinax no Brasil: T. brasiliensis Martius, a qual ocorre na região Sul e T. schizophylla Drude, a qual ocorre no estado do Mato Grosso do Sul. No entanto, desde o ano de 1974, a família das palmeiras, Arecaceae, não recebe atualizações
taxonômicas. Hoje é sabido que três espécies ocorrem no Brasil. O gênero Trithrinax pertence a subfamília Coryphoideae, tribo Corypheae
(REITZ 1974, DRANSFIELD et al., 2008), considerado pequeno por apresentar apenas cinco espécies (ou quatro se considerar T. biflabellata como sinonímia de T. schizophylla), sendo três ocorrentes no Brasil e uma endêmica (PINGITORE, 1978; SOARES et al., 2014; LEITMAN et al.,
2015). As quatro espécies de Trithrinax são:
- T. brasiliensis Martius (endêmica do RS)
- T. acanthocoma Drude (1878) (presente no RS, SC e PR)
- T. schizophylla ou T. biflabellata (presente em MT)
- T. campestris (Burmeist.) Drude & Griseb. (ausente no Brasil)

## Etimologia
Trithrinax, do grego tri = "três" e thrinax: "tridente", isto é, "três tridentes"; brasiliensis, devido ao seu endemismo no Brasil.

## Introdução
De distribuição neotropical, o gênero Trithrinax foi criado por Martius em 1837, no clássico Historia naturalis palmarum, com base em uma exsicata sem número, coletada por [[Friedrich
Sellow]] no Rio Grande do Sul. Por muitos anos, Trithrinax brasiliensis foi o único binômio em seu gênero botânico.
Em 1878, Carl Georg Oscar Drude descreveu Trithrinax acanthocoma a partir de “uma comunicação pessoal” do botânico e paisagista francês Auguste François Marie Glaziou, de marcante atuação no Rio de Janeiro, que lhe mostrou “essa palmeira ornamental” cultivada na capital do império e em “alguns parques europeus”, e cujas “populações naturais” foram
referidas para o “sul do Brasil” (Cano et al, 2013, p. 21). Sem definir um espécime tipo em sua publicação original, Drude completou a descrição na monografia da família vinda a lume em 1882 na Flora Brasiliensis, designando como tipo a coleta nº 9.014, de Glaziou, conservada no Museu de História Natural de Paris. Desde então, estes dois binômios têm recebido interpretações diversas na taxonomia botânica.
Em seu estudo sobre as palmeiras do estado de Santa Catarina, Reitz (1974) considerou apenas Trithrinax brasiliensis como espécie nativa. O autor destacou sua presença mais freqüente em “campos sujos” e na “orla das matas dos
pinhais”, na região fitogeográfica da “Mata de Araucária e Campos”, definindo-a como “elemento raro e estranho” na “Zona da mata pluvial da Encosta Atlântica”, mais especificamente no “Morro dos Conventos”, ocorrência para a qual fornece, inclusive, uma foto tomada em 10 de Janeiro de 1957.
Em sua revisão sobre as palmeiras do Rio
Grande do Sul, Mattos (1977) apresentou uma nova combinação para Trithrinax acanthocoma, considerando o táxon uma variedade de T. brasiliensis.
Lorenzi et al. (2004), por sua vez, reduziram Trithrinax acanthocoma à sinonímia de T. brasiliensis, e definiram o Planalto Meridional dos três estados sulinos (Paraná, Santa Catarina e Rio Grande do Sul) como a área de ocorrência natural da espécie.
Em publicações mais recentes, Lorenzi et al. (2010) e Soares et al. (2014) consideraram válidos ambos os binômios. Sobre este ponto, todavia, Cano et al. (2013), com base no exame de populações naturais de ambos os taxa, na análise morfológica exaustiva dos espécimes
conservados em herbários do Brasil e de outras partes do mundo, inclusive dos respectivos tipos, bem como no emprego de métodos de filogenia molecular, acabaram por reconhecer a existência de duas variedades em Trithrinax
brasiliensis: T. brasiliensis var. brasiliensis e T. brasiliensis var. acanthocoma.
Por muitos anos a espécie T. brasiliensis, citada para os campos do Rio Grande do Sul, representou o gênero. Em 1878, Drude descreveu para o mesmo estado T. acanthocoma; no ano seguinte outra espécie, achada na Argentina e inicialmente batizada como Copernicia campestris Burmeist., foi renomeada por Drude e Grisebach como T. campestris. Drude (1882) considerou também como uma espécie distinta a planta achada por Martius (1844) na Bolívia e figurada no seu Palmetum Orbignyanum como T. brasiliensis, lhe dando o nome de T. schyzophylla, cuja descrição é encontrada na Flora Brasiliensis. A última espécie, T. biflabellata foi descrita por Barbosa Rodrigues (1899). Atualmente duas dessas espécies (que ocorrem no Brasil: T. acanthocoma e T. biflabellata) encontram-se erroneamente sinonimizadas (Mattos 1977; Henderson et al. 1995; Carvalho 2010). Mattos (1977) citou para o RS apenas uma espécie com duas variedades (var. acanthocoma e var. brasiliensis), no entanto, segundo o local do material estudado, o nome dado às variedades está trocado, neste trabalho o autor comenta que T. brasiliensis é "mais ou menos entouceirada", fato que não caracteriza ambas as espécies gaúchas; esta confusão deve-se provavelmente à descrição de Martius, que no seu Palmetum Orgygnianum havia reconhecido T. schyzophylla (entouceirada, encontrada na Bolívia e extremo norte da Argentina) como T. brasiliensis. Já Pingitore (1978) reconheceu as 5 espécies. Lorenzi et al. (2010) reconheceu 3 espécies como nativas do Brasil, no entanto a T. schyzophylla apresentada na obra é na verdade T. biflabellata Barb. Rodr. (a única que ocorre no [[Mato Grosso do Sul).
T. acanthocoma ocorre nos três estados do Sul (Paraná, Santa Catarina e Rio Grande do Sul]]). Foi erroneamente descrita em outros trabalhos
científicos e coleções botânicas como sendo T. brasiliensis Mart. (REITZ,
1974; SÜHS; PUTZKE, 2010; CARVALHO, 2010; SOARES et al.,
2014).
No entanto, T. brasiliensis é uma espécie muito rara e que ocorre
apenas no centro e sul do Rio Grande do Sul, em altitudes inferiores a 450 m, associada às rochas, em relevos inclinados e com grande exposição solar, onde
forma populações pequenas e possui menor porte que T. acanthocoma, folhas verde oliva ou grizáceas com segmentos bifurcados até metade do seu comprimento
total, espinhos das bainhas menores e decíduos após a queda da folha,
permanecendo somente as bainhas (SOARES et al., 2014).
A mais recente revisão para o gênero Trithrinax (CANO; PERRET; STAUFFER, 2013) sugere o reconhecimento de apenas uma
espécie com duas variedades: T. brasiliensis var brasiliensis e T.
brasiliensis var. acanthocoma. Embora estes autores tenham reconhecido
diversas características morfológicas distintas entre os táxons, as análises
moleculares não demonstraram relevantes diferenças, e os resultados não foram esclarecidos, possivelmente a análise não foi satisfatória.
No entanto, devido as grandes variações morfológicas entre os táxons, diferente tipo de vegetação em que eles ocorrem (habitat) e crescimento diferenciado, preferimos aqui reconhecê-los como espécies distintas, seguindo Pingitore (1978), Lorenzi et al. (2010) e Soares et al. (2014).

## História
Na literatura sul-rio-grandense, a referência literária mais antiga ao buriti é a que se encontra, provavelmente, em texto manuscrito ainda inédito do naturalista prussiano Friedrich Sellow, que percorreu a então Província de São Pedro do Rio Grande logo após SaintHilaire, nos anos de 1823 a 1827.
Cabe-lhe o reconhecimento da
posteridade como coletor de plantas mais citado na monumental “Flora Brasiliensis”. Dos textos por ele deixados, salienta-se uma carta de 28 páginas, endereçada ao Barão de Altenstein, em que relata a viagem realizada nos anos de 1823 e 1824 à Serra do Sudeste
com o objetivo principal de coletar amostras de rochas, além de obter informações sobre a presença de ouro na região de Caçapava do Sul e sobre
uma mina de prata que, desde o tempo dos jesuítas, dizia-se haver na região de Aceguá, atual fronteira com o Uruguai. Depois de passar pela
“freguesia de Caçapava”, localidade de uns
“cem fogos”, situada em “cumeada granítica”, o viajante observou os primeiros buritis, descritos como “Coryphas”, no alto de paredões e
montanhas escarpadas:
O sopé e o topo são revestidos de relva e adornados de uma Corypha, cujo estipe atinge, no máximo, duas a três braças, e aparece isolada ou em grupos de três ou quatro. Nas fendas e gargantas crescem gramíneas, do meio das quais a palmeira gerivá ergue sua copa em forma de espanador de penas (...).
Para o melhor entendimento do inciso convém notar que uma braça corresponde a 2,2 metros, o que leva a estimar os indivíduos entre 4,4 e 6,6 metros de altura, dimensões condizentes à espécie em questão. A respeito do nome atribuído (Corypha), trata-se de identificação realizada a campo, sem auxilio de qualquer tipo de bibliografia. Sobre este ponto, vale lembrar que o gênero Trithrinax
foi descrito por Friedrich Martius somente em 1837, e com base em material botânico coletado por Friedrich Sellow, provavelmente nessa viagem.
Até hoje, na impossibilidade da identificação segura no momento de coleta, é costume anotar-se “nomes-fantasia” para materiais desconhecidos, com o objetivo de facilitar a memorização de aspectos relativos ao indivíduo. De todo modo, não resulta descabida a aplicação deste nome genérico relativo à flora asiática
(Corypha L.), uma vez que a palmeira sul-riograndense, única espécie de folhas palmadoflabeliformes da flora regional, pertence, efetivamente, à subfamília Coryphoideae.
De presença freqüente até o século XIX, o buriti é uma das palmeiras atualmente mais ameaçadas de extinção restando poucos indivíduos ou agrupamentos no estado. A natural fragilidade das árvores, juntamente com a mortalidade natural, a prática de queimadas, bem como o pisoteio e a predação de brotações, exercidos pelo gado, são alguns dos motivos que explicam a rarefação gradativa da espécie.

## Habitat

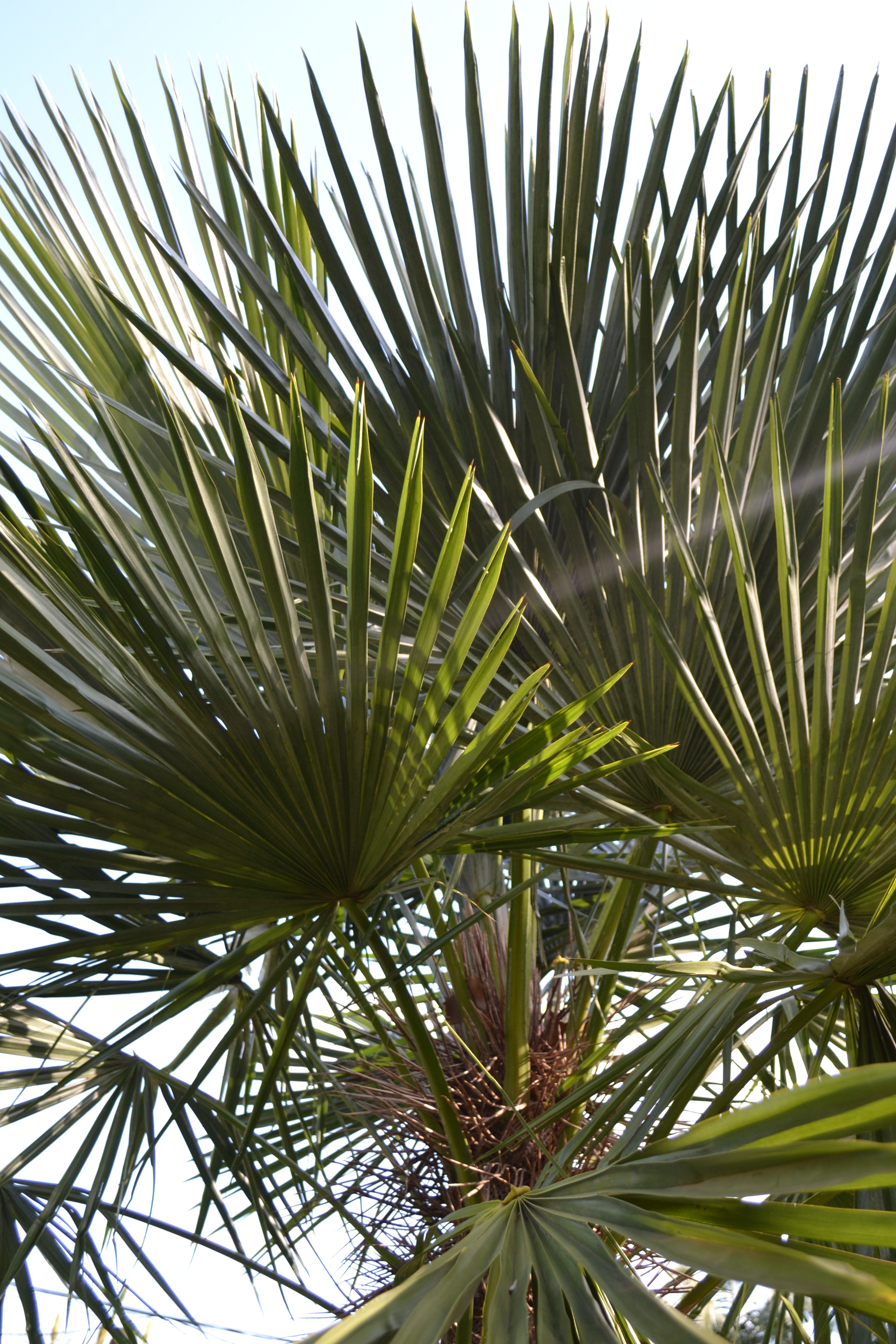
Trithrinax acanthocoma cultivada na Universidade Federal de Santa Maria, RS.

Palmeira muito rara e ameaçada pelo gado,
que impede sua regeneração, e pelo fogo (Lorenzi et al. 2010); ocorre no centro e sul do Rio Grande do Sul, sempre em altitudes inferiores a 450 m, também no departamento de Treinta y Tres, no Uruguai (Lombardo 1964); cresce nos campos sujos, em borda de matas ciliares e nos cerros, sempre associada às rochas, em relevos inclinados e com grande exposição solar, onde forma populações pequenas, sendo os municípios de [[Julio de
Castilhos]], São Pedro do Sul e São Martinho da Serra os locais com as maiores concentrações (29°27'15.6"S
54°03'12.3"W e 29°22'54.89"S 54°01'14.35"W), onde divide espaço com a espécie Butia witeckii K. Soares & S. Longhi. Em residência particular às margens da BR-471 (31°04'47.9"S 52°46'02.9"W) na localidade de Coxilha do Fogo, em Canguçu, a partir de 29 de setembro de 2020, foi possível identificar três espécimes adultas de T. brasiliensis, de coleção particular. Para Marchiori (2004), esta espécie pode ser considerada uma relíquia do pleistoceno, apresentando populações pequenas e esparsas; é associada a outras
plantas de caráter xerotérmico (relictos de eras mais secas e frias do Pleistoceno), como Cactaceae, Bromeliaceae do gênero Dyckia, Myrtaceae anãs e espécies arbóreo-arbustivas pioneiras. A espécie tratada como T. brasiliensis em muitos trabalhos acadêmicos, jardins Botânicos, jardins públicos e privados é, na verdade, Trithrinax acanthocoma. Está na lista de espécies ameaçadas do RS, na categoria “em perigo” (Consema 2003). Incluída também na lista da IUCN na categoria “informações não disponíveis” (IUCN 2012).

## Características botânicas

### Trithrinax brasiliensis
- Estipe solitário, ereto ou inclinado, 1–6

× 0,2–0,3 m, recoberto pelos remanescentes
das bainhas espinescente e fibrosa das folhas já caídas, tornando-se nu com a idade ou pela ação do fogo;
- Folhas palmado-flabeliformes, 10–55

contemporâneas, 1,0–1,8 cm compr., verde-oliva na parte de cima e glauco-grisáceas em baixo;
- bainhas 17–23 cm compr., com uma rede de fibras dispostas oblíquas e entrecruzadas, engrossadas na parte de cima e terminadas em espinhos de 6–10–(14) cm compr., decíduos após a morte das folhas, enquanto

as bainhas são mais persistentes;
- pecíolo 46–55 × 2,0–2,5 cm, com uma hástula córnea triangular;
- 20–38 segmentos (pinas), cada um ca. 40–75 × 1,5–4,0 cm, plissados, os maiores na parte central da folha;
- segmentos bifurcados, ca. 1/2 do compr.

total (últimos 17–35 cm), ponta dupla flexível.
- Inflorescência ramificada ao nível de terceira ordem, 6–7 ramificações principais;
- pedúnculo recurvado em “S”, 65–69 × 3 cm; 6–7 brácteas pedunculares, 18–26 cm compr. total, 13–18 × 7–15 cm de parte expandida;
- profilo 22–25 × 7–9 cm;
- 35–74 ráquilas, as da base geralmente ramificadas.
- Frutos globosos, 2,2–3,2 cm diâm.;
- mesocarpo carnoso destaca-se facilmente do endocarpo com uma única semente.
- Eófilo simples.

### Trithrinax acanthocoma
É uma palmeira solitária, de 1,5 a 7 m de altura e 13 a 30 cm de diâmetro, com estipe recoberto  pelos remanescentes da bainha espinescente e fibrosa das folhas, tornando-se nu com a idade (espinhos esbranquiçados e quebradiços, de 6 a 10 cm, formados polo conjunto de fibras oblíquas e entrecruzadas da bainha. Folhas flabeliformes, 10 a 55 contemporâneas, dispostas em espiral, com 1 a 1,8 m de comprimento, de cor verde-oliva na parte de cima e glauco-grisácea embaixo, com cerca de 38 segmentos plissados, algo flexíveis, segmentos com 40 a 73 cm de comprimento por 2,5 a 4 cm de largura, bifurcados. Inflorescências interfoliares, pedúnculo recurvado e revestido por uma camada cerosa de cor marrom. Frutos globosos, de 1,5 a 2,5 cm de diâmetro.
Indivíduos que ocorrem a pleno sol possuem algumas características diferentes daqueles que vivem na sombra, especialmente no que se refere à altura, ao comprimento dos pecíolos e no tamanho das folhas, fato que pode ser observado em indivíduos da mesma população, distantes apenas alguns metros entre si, o que pode ter levado alguns autores a classificarem T. brasiliensis como espécies diferentes. Apesar disso, a carência de estudos genéticos, taxonômicos e ecológicos a respeito desta espécie faz com que estas e outras questões permaneçam em aberto. A falta de unidades de conservação onde esta palmeira ocorre bem como a falta de fiscalização e controle de retirada de plantas de seu hábitat natural também contribuem para que a mesma fique cada vez mais ameaçada de extinção.

## Ocorrência
É uma espécie considerada rara, ocorre apenas na região centro-sul do Rio Grande do Sul. Na Argentina e Uruguai ocorre espécie similar da mesma família.

## Estado de Conservação
Conforme a Lista de Espécies Ameaçadas do Rio Grande do Sul, a espécie está na categoria "Em Perigo". Esta espécie ainda encontra-se na categoria "Data Deficient" para a IUCN Red List of threatened species.

## Taxonomia
Alguns autores separam este táxon em duas espécies distintas:
T. brasiliensis e T. acanthocoma, por afirmarem que existem diferenças morfológicas significativas entre as duas, as quais são suficientes para categorizá-las como espécies distintas. Ambas ocorreriam na região Sul do Brasil.